# アメリカは内戦に向かうのか
『アメリカは内戦に向かうのか』（How Civil Wars Start: And How to Stop Them）は、2022年に出版されたバーバラ・F・ウォルターの著書である。本書では、国内紛争の発生条件として、国家の政治体制が民主主義と権威主義の中間状態にあること、そしてアイデンティティ・ポリティクスが顕著になっていることを挙げている。ウォルターは、こうした条件が揃うと、国内の対立が激化し、内戦へと至るリスクが高まると論じた。

## 背景
バーバラ・F・ウォルターはカリフォルニア大学サンディエゴ校の国際関係の教授である。彼女はドナルド・トランプがアメリカ合衆国大統領在任中であった2018年当初に差し迫った内戦という概念について考え始めたが、当時の同僚たちは彼女の見解を受け入れなかったとこの本の中で書いている。

## 内容
ウォルターは規模の点で南北戦争のような紛争がアメリカ内で起こるとは予想していないものの、アメリカが専制政体になる危険性があると主張している。彼女は比較としてユーゴスラビア、フィリピン、イラクの紛争に至った状況を分析している。ウォルターはまた「ポリティ・インデックス」（"polity index"）によってアメリカの民主主義を分析している。ポリティ・インデックスは-10から+10の範囲で示し、-10が専制主義で+10が民主主義となる。ウォルターによるとアメリカはこの本が書かれる数年前には+10だったが、出版時は+5まで下がり、現在のアメリカはアノクラシー（部分民主主義）であるという。彼女はカリフォルニアで山火事が発生し、アメリカ中で爆弾が仕掛けられるという2028年に起こりうる光景を描いている。
ウォルターはソーシャル・メディアがアメリカの緊張に与える影響についても書いており、それが過激派を団結させ、分断を生み出すと主張している。彼女はまた文化的・民族的な緊張を利用することで支持を得る「民族起業家」（"ethnic entrepreneurs"）についても語っている。
ウォルターは本書で、アメリカ合衆国は政治的なイデオロギーによって政党を選ぶイデオロギー政治から、民族や宗教といったアイデンティティーによって政党を選ぶアイデンティティ政治へと移行したと述べた。アイデンティティ政治は、劣化した民主主義であり、有権者は相手の意見に耳を貸さず、当選した政治家は自集団のためだけの政治を行う。アイデンティティ政治は冷たい内戦であるとウォルターは表現し、現実における熱い内戦の可能性が高まっている証拠であると述べた。自由民主主義はもはや白人のために機能していないと感じる一部の過激な白人集団は、2020年アメリカ合衆国大統領選挙の結果を不正選挙であるとして否定し、アメリカ合衆国議会議事堂襲撃事件を引き起こした。
ウォルターは本書で、内戦が発生する主な原因として、国家を支配していた集団が、その支配を失うことへの恐怖や怒りであると論じている。特にアメリカにおいて、多数派であった白人が少数派へと転落することを恐れる現象を取り上げている。ウォルターは、国家とは、特定の集団が領域内において暴力装置を独占することによって定義されると説明した。例えば、選挙制民主主義においては過半数を占める集団が、権威主義体制においては憲法で定義された民族が、その領域内において暴力装置を独占し、国家を統治しているとした。ウォルターは、ユーゴスラビアやイラクの内戦などの歴史的事例を参照し、国家の暴力装置を独占する旧多数派の集団がその力を喪失するときに、力の喪失を恐れて内戦を引き起そうとする一連のメカニズムを突き止めた。一般の予想とは反し、内戦は貧しい者や力を持たない少数民族が引き起こすのではなく、むしろ国家内の権力を失うことを恐れる旧多数派民族によって引き起こされる傾向が強いと指摘している。現在のアメリカにおいて、人口が減少しつつある白人は多数派としての地位を失うことへの怒りや喪失感を抱いており、そのような民族比率の逆転を阻止するために、人口が多い有利な間に早く内戦を引き起こそうとするモチベーションが高まっていると警告している。内戦が起きない場合は、自動的に白人は国内で特権的な多数派から脆弱な少数派へと転落し、民族比率で見れば内戦に負けた状態に等しくなるからである。
ウォルターは、英語圏であるアメリカ、カナダ、オーストラリア、ニュージーランド、イギリスの国々は全て、今世紀中に国内人口に占める白人の割合が、多数から少数へと転向する傾向にあるとした。そして、その最初の例となるアメリカが、このような困難な問題にどう対処するのかは、他国における参考になり得るとした。